# Антоніс Самарас
Анто́ніс Самара́с (грец. Αντώνης Σαμαράς; нар. 23 травня 1951, Афіни, Греція) — грецький політик, лідер партії Нова демократія, колишній прем'єр-міністр Греції. Раніше обіймав посади міністра фінансів Греції (1989), міністра закордонних справ Греції (1989⁣ — ⁣1992) та до 6 жовтня 2009 року міністра культури Греції в уряді «Нової демократії» під керівництвом Костаса Караманліса. Член Європейської народної партії.

## Біографічні відомості
Вивчав економіку в Емгерстському коледжі, що у штаті Массачусетс, США, який закінчив 1974 року. 1976 року закінчив Гарвардський університет зі ступенем MBA.
Антоніс Самарас одружений, має двох дітей: доньку та сина.
Батько Георгіос Самарас — грецький політик, обирався депутатом Грецького парламенту від Мессенії, дід за материнською лінією Александрос Заннас також був депутатом від Салонік. Новогрецька письменниця, казкарка Пенелопа Дельта доводиться йому прабабусею.

## Політична кар'єра
Антоніс Самарас вперше був обраний членом Грецького парламенту 1977 року. Бувши міністром закордонних справ Греції в уряді прем'єр-міністра Константіноса Міцотакіса, Самарас був налаштований категорично проти будь-яких перемовин із Республікою Македонією з приводу, так званого, Македонського питання.
Через свою крайню нетерпимість 1992 року мав залишити посаду міністра закордонних справ Греції. Після цього він заснував власну партію «Політична весна» (грец. Πολιτική Άνοιξη), чим фактично спровокував втрату влади Новою демократією, на чергових парламентських виборах 1993 року виборці віддали перевагу ПАСОК. Довгий час прибічники Нової демократії публічно називали Самараса зрадником.
Партія Політична весна пройшла до парламенту на виборах 1993 року, здобувши 4,9 % підтримки грецьких виборців. На виборах 1994 року до Європарламенту вона набрала 8,7 %, що відповідало 2 мандатам. Втім на парламентських виборах 1996 року та виборах до Європарламенту 1999 року Політична весна не пройшла 3%-го бар'єра. У парламентських виборах 2000 року партія участі вже не брала.
Напередодні виборів 2004 року Самарас знову приєднався до Нової демократії та став членом Європарламенту. 2007 року він став депутатом Грецького парламенту від Мессенії і відповідно відмовився від посади в Європарламенті. 8 січня 2009 року Самарас був призначений міністром культури Греції.
Після поразки Нової демократії на позачергових парламентських виборах 2009 року, Костас Караманліс добровільно відмовився від посади Президента партії. На виборах Президента партії 29 листопада 2009 року випередив із 50,18 % голосів виборців Дору Бакоянні (38,76 %) та Панайотіса Псоміадіса (10,06 %), ставши новим партійним лідером.
Він швидко проявив себе як вкрай принциповий та непримиренний політик. Так, 7 травня 2010 виключив зі складу партії Дору Бакоянні після того, як вона проголосувала за ратифікацію програми фінансової допомоги Греції від ЄС та МВФ Греції для відвернення дефолту, всупереч позиції партії. В продовження низки скандалів про підкуп керівництва грецьким відділенням Siemens, що тривала з 2009 року, 30 травня Антоніс Самарас оголосив про намір очистити партію від членів, чиє ім'я причетне до корупційних скандалів, серед яких зокрема Аристотель Павлідіс, Теодорос Руссопулос і Георгіос Вулгаракіс.
На посаді лідера партії Антоніс Самарас привів Нову Демократію на дострокові парламентські вибори 6 травня 2012 року. У підсумку НД фактично здобула перемогу, посівши першу сходинку із 18,9 % голосів виборців, однак не здобула необхідні 151 місце в парламенті для формування більшості. і хоча поступившись Новій Демократії та SYRIZA. 7 травня Президент Грецької Республіки Каролос Папуліас зустрівся із лідером Нової Демократії Антонісом Самарасом і попросив розпочати процес формування коаліційного уряду. Якщо впродовж трьох днів уряд не буде сформовано, за Конституцією Греції, Коаліція радикальних лівих (SYRIZA), що здобула другу позицію за кількістю набраних голосів виборців, також матиме три дні на формування уряду.
Зрештою, жодна з партій-переможниць не сформувала уряд. 17 червня в країні проведено повторні парламентські вибори, на яких Нова Демократія знову посіла перше місце. Однак цього разу Антонісу Самарасу вдалося сформувати коаліційний уряд спільно із ПАСОК та Демократичними лівими. Відтак сам Самарас став новим прем'єр-міністром Греції.
9 грудня 2014 року Самарас оголосив про висування кандидатури політика Нової демократії Ставроса Дімаса на посаду президента Греції. Дімасу не вдалося набрати необхідну більшість грецького парламенту у перших трьох турах голосування. Відповідно до положень Конституції Греції, 25 січня 2015 року відбулися дострокові вибори, на яких перемогла СІРІЗА. Ципрас змінив Самараса, який пішов з посади лідера Нової демократії 5 липня 2015 року після переважної перемоги голосів «проти» на референдумі про фінансову допомогу, назвавши Вангеліса Меймаракіса тимчасовим лідером. Самарас разом зі своєю партією підтримував голосування «за» перед референдумом.